# Cheilotrichia (Empeda) accomoda
Cheilotrichia (Empeda) accomoda is een tweevleugelige uit de familie steltmuggen (Limoniidae). De soort komt voor in het Oriëntaals gebied.